# Diaphorus luteipalpus
Diaphorus luteipalpus är en tvåvingeart som beskrevs av Octave Parent 1929. Diaphorus luteipalpus ingår i släktet Diaphorus och familjen styltflugor.
Artens utbredningsområde är Surinam. Inga underarter finns listade i Catalogue of Life.